# Musenhof
Als Musenhof bezeichnet man den Hof einer fürstlichen Person, die sich mit besonders vielen und bedeutenden Künstlern umgibt und deren Werke zur Selbstdarstellung und zur Verbreitung des persönlichen Ruhmes einsetzt.
Die Indienstnahme von Künstlern am Hof gehört vermutlich mehr oder minder in allen Kulturen zur Repräsentation der Macht und des Ranges eines Herrschers. Schon aus der Antike ist uns auch Mäzenatentum von Privatleuten (Maecenas) bekannt.

## Mittelalter

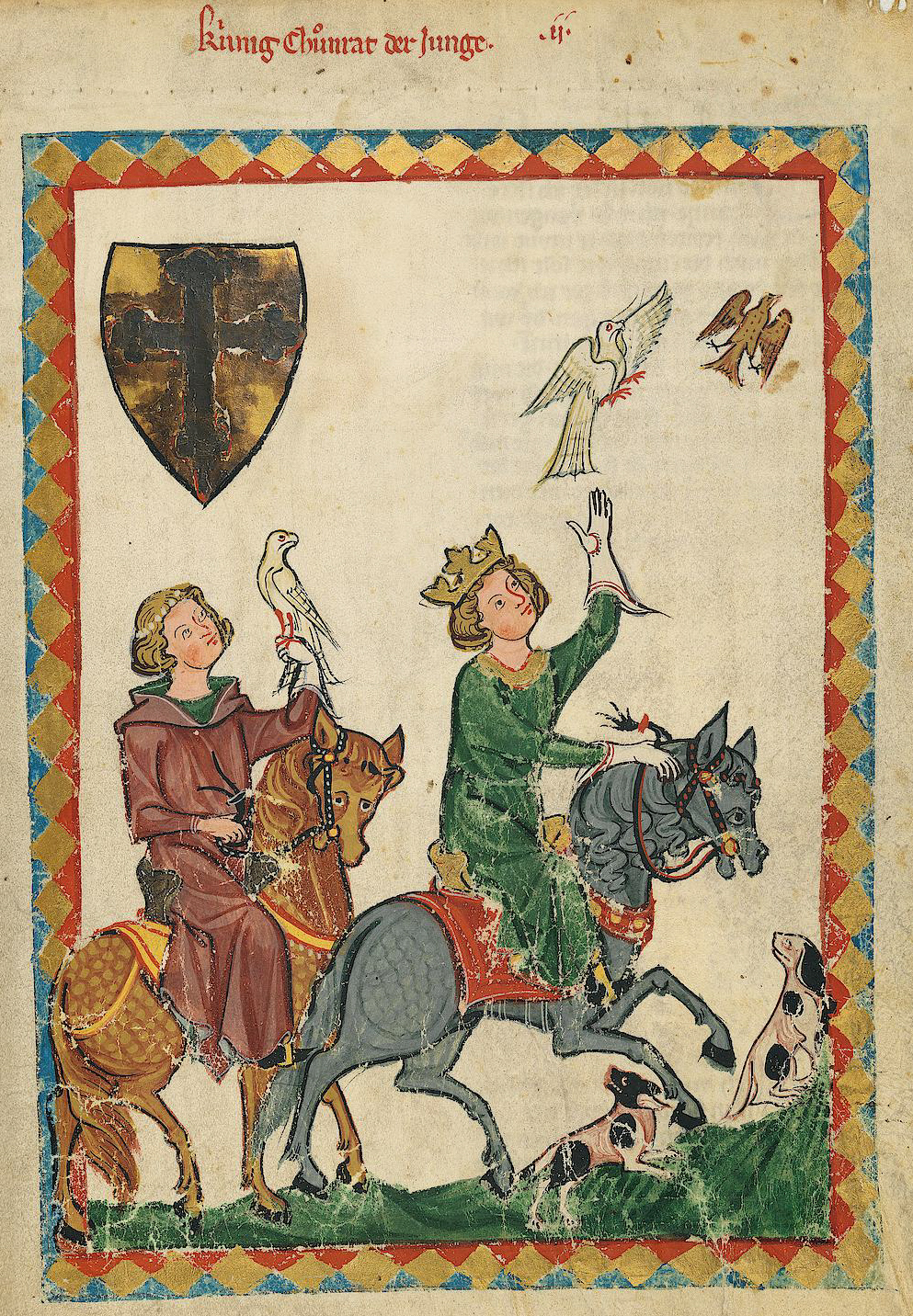
Konradin von Hohenstaufen Manessische Liederhandschrift

Im Mittelalter hat darin Eleonore von Aquitanien (1122–1204) mit ihrer Förderung der Trobadore ein Beispiel gesetzt.
Am Hof des Herzogs Friedrich I. von Österreich (1175–1198) in Wien wurden Minnesänger gefördert. Die bekanntesten von ihnen waren Reinmar der Alte und Walther von der Vogelweide.
Durch die Förderung von Minnesängern und epischen Dichtern ist Landgraf Hermann I. von Thüringen (Regierungszeit 1190–1217) bekannt. An seinem Hof entstanden Heinrich von Veldekes Eneasroman, Wolfram von Eschenbachs Parzival und Willehalm und Herbort von Fritzlars Liet von Troye u. a. Auf der Wartburg soll 1206 der Sängerkrieg stattgefunden haben, an dem auch Walther von der Vogelweide und Wolfram von Eschenbach teilnahmen.
Kaiser Friedrich II. versammelte in Palermo die Sizilianische Dichterschule (etwa 1220–1260) um sich, aus der von Giacomo da Lentini das wohl erste Sonett geschrieben worden ist.

## Renaissance
Durch Förderung der Literatur und bildenden Kunst traten zuerst mehrere Herrscher der italienischen Renaissance hervor, die von den Konzepten des Renaissance-Humanismus beeinflusst waren und die Antike als Referenzkultur heranzogen. So an den Höfen der Gonzaga in Mantua, den Este in Ferrara und am Hof des Federico da Montefeltro in Urbino. Besonders bekannt wurden die Medici, unter denen wiederum Lorenzo de Medici eine Sonderstellung einnahm, an dessen Hof Michelangelo, Demetrios Chalkondyla, Angelo Poliziano, Cristoforo Landino, Giovanni Pico della Mirandola, Francesco Granacci, Sandro Botticelli und Leonardo da Vinci gefördert wurden. Daneben war Papst Julius II. vor allem durch große Aufträge wichtig.
Im Deutschen Reich wurde das Konzept zuerst ab den 1450er Jahren am Heidelberger Hof Friedrichs des Siegreichen aufgegriffen. Bekannt ist die Förderung und Indienstnahme von Kunst und Literatur am Hof Kaiser Maximilians I. Im 16. Jahrhundert gehörte die Verbindung von Herrschaft und Kunstförderung zu den allgemein verbreiteten Tugendidealen eines Fürsten.

## Barock
Große Aufträge ergingen in großer Zahl im Barock, und in der Tat ist diese Kunst ganz wesentlich auch höfische Kunst. Doch das Element der Zur-Schau-Stellung der Macht überwog in der damaligen Zeit so sehr, dass man etwa den Hof Ludwigs XIV. trotz der hervorgehobenen Stellung Molières schwerlich einen Musenhof nennen wird; denn dieser war dort mehr als Vergnügungsdirektor denn als Dichter gefragt, was auch am Verbot des Tartuffe zu erkennen ist.
Dagegen hatte die Fruchtbringende Gesellschaft der Herzöge Friedrich von Sachsen-Weimar, Johann Ernst d. J. von Sachsen-Weimar, Wilhelm IV. von Sachsen-Weimar und anderer hoher Adeliger mit der Förderung der deutschen Sprache durchaus eine kulturelle Zielsetzung, doch das höfische Element überwog.
Der wittelsbachische Herzog Christian-August, etablierte um 1670 an seiner Residenz in Sulzbach den Sulzbacher Musenhof, in dessen Mittelpunkt Christian Knorr von Rosenroth stand.

## 18. und 19. Jahrhundert
Einen Ruf als Musenhof erwarb sich im 18. Jahrhundert das Schloss Rheinsberg als es von 1735 bis 1740 Sitz des späteren Königs Friedrich II. von Preußen war. Am schwäbischen Musenhof des Grafen Stadion auf Schloss Warthausen bei Biberach an der Riß fanden Tischbein der Ältere und Sebastian Sailer in den 60er Jahren Förderung, sie waren aber nicht in ein umfangreiches Zeremoniell eingespannt.
1780–1788 war das Gohliser Schlösschen der Musenhof am Rosental, wo Friedrich Schiller am 2. Akt des Don Carlos und am Fiesco arbeitete. Außerdem schrieb er dort im Auftrag von Christian Gottfried Körner die erste Fassung des Gedichts An die Freude.
Doch am häufigsten wurde das Prädikat Musenhof dem Hof der Herzogin Anna Amalia von Sachsen-Weimar-Eisenach zugeschrieben. Sie berief 1772 den schwäbischen Dichter Christoph Martin Wieland zu einem der Lehrer ihrer Prinzen; 1775 war seine Lehrtätigkeit mit der Volljährigkeit des Erbprinzen beendet, und seitdem lebte Wieland mit einer herzoglichen Pension als Schriftsteller, Zeitschriftenherausgeber und Gesellschafter Anna Amalias in Weimar. Häufig wird der Herzogin auch die Berufung Johann Wolfgang von Goethes und Johann Gottfried von Herders zugeschrieben, für die jedoch ihr Sohn Carl August verantwortlich zeichnete. Oft wird in einem Atemzug mit Wieland, Herder und Goethe auch noch Friedrich Schiller erwähnt, der seit 1799 in Weimar wohnte, doch eher selten an Anna Amalias Hofhaltung verkehrte (vgl. Weimarer Musenhof). Die nach ihr benannte fürstliche Bibliothek wurde allerdings nicht von ihr gegründet, doch erfolgte während Anna Amalias Regentschaft der Umzug der Büchersammlung in das Grüne Schloss (1766).
Im 19. Jahrhundert hat sich Maria Pawlowna (1785–1859), jüngere Schwester des russischen Zaren Alexander I. und spätere Großherzogin von Sachsen-Weimar-Eisenach, bei ihren mäzenatischen und erinnerungspolitischen Bemühungen häufig auf Anna Amalia bezogen. Diese Behauptung einer ungebrochenen Kontinuität über drei Fürstinnengenerationen hinweg wurde in der populären Weimar-Literatur häufig übernommen.